# Xingping (Guangxi)
Pour l’article homonyme, voir Xingping (Shaanxi).
 (juin 2014).
Si vous disposez d'ouvrages ou d'articles de référence ou si vous connaissez des sites web de qualité traitant du thème abordé ici, merci de compléter l'article en donnant les références utiles à sa vérifiabilité et en les liant à la section « Notes et références ».
Xingping est un ancien bourg situé dans le xian de Yangshuo, dans la province de Guangxi en Chine.

## Tourisme et économie
Une petite partie de l'ancienne ville forteresse fluviale est conservée, avec ses constructions des XVIIIe ou XIXe siècles, généralement transformées en boutiques.
C'est désormais surtout une ville étape, terminus surtout, de la descente de la rivière Li, entre Guilin et Yangshuo. La nouvelle route (juin 2011) devrait faciliter l'accueil des touristes, vélos comme bus. 
Quelques points remarquables :
- Bird's View Pavilion, bâtisse perchée sur un pic karstique, offrant après une grimpée ardue, un point de vue sur le bourg,
- 20 ¥ Point : le paysage figurant sur le billet de 20 yuans incite à la photographie...
- la Grotte du Lotus, plus au nord, 45 rmb,
- le village de Dahebei, accessible par bac.